# Оверіно
Ове́ріно (рос. Оверино) — присілок у складі Таборинського району Свердловської області. Входить до складу Кузнецовського сільського поселення.
Населення — 259 осіб (2010, 306 у 2002).
Національний склад населення станом на 2002 рік: росіяни — 93 %.